# Casa de los Dragones (Ceuta)
La Casa de los Dragones es una importante obra de arquitectura ecléctica en la ciudad autónoma de Ceuta (España). Está situada en la esquina del paseo de Camoens y la calle Millán Astray, en la Plaza de los Reyes.

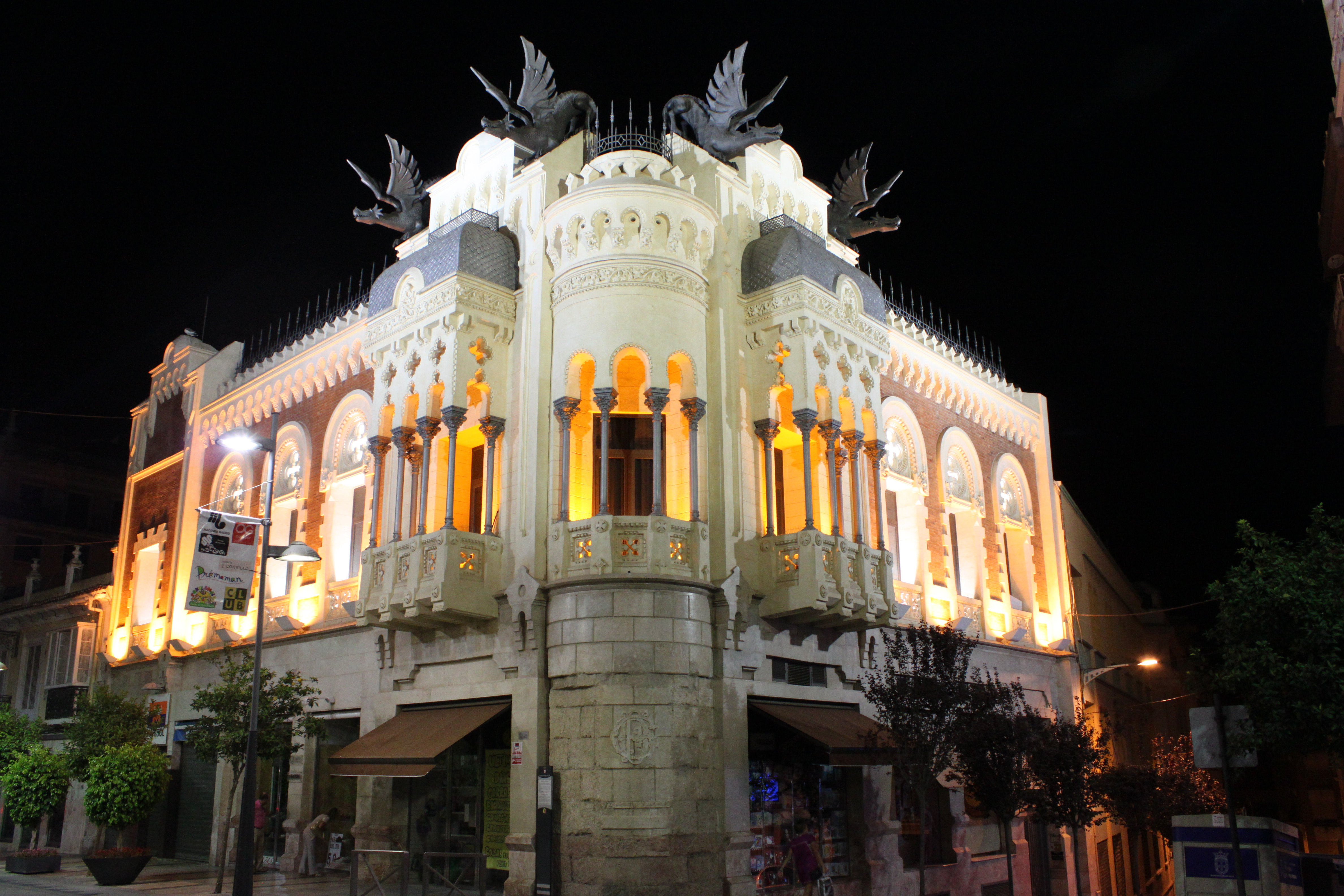
La casa de los dragones de noche.

## Historia
Encargado en 1900 por Francisco Cerni, alcalde de Ceuta entre 1897 y 1903 y su hermano Ricardo, fue diseñado por el arquitecto valenciano José M. Cortina Pérez y se finalizó en 1905. Iba a tomar el nombre de los hermanos Cerni González, pero popularmente se le conoce como Casa de los Dragones por los cuatro dragones de bronce  que coronan su tejado. Su arquitecto proyectó en 1901 un edificio homónimo, también adornado con dragones, aunque de una manera más sutil en su Valencia natal.
Los siguientes dueños del edificio fueron los hijos de Ricardo Cerni González. El partido de la Falange Española tuvo sus oficinas allí después del alzamiento de 1936. La casa fue vendida en 1946 y la fachada fue restaurada bajo el patrocinio de Salomón Benhamú Roffé en 1973 y más tarde en 1996 por el arquitecto Ignacio García de la Barga Palacios, retirando los enchapados de azulejo color verde de sus bajos, instalando aplacado de mármol similar al original.
Los dragones originales fueron retirados en 1925 y se perdieron, pero cuatro nuevos dragones, fabricados casi en su totalidad de resina y fibra de vidrio y pintados imitando el acabado en bronce, fueron instalados en noviembre de 2006. Pesan menos de 200 kg cada uno, y fueron diseñados por Antonio Romero Vallejo, un artista local nacido en 1958, y autor también de la escultura en bronce Tributo a la Artillería colocada en el exterior de las Murallas Reales en la Avenida Martínez Catena en Ceuta.